# Geister-Maler

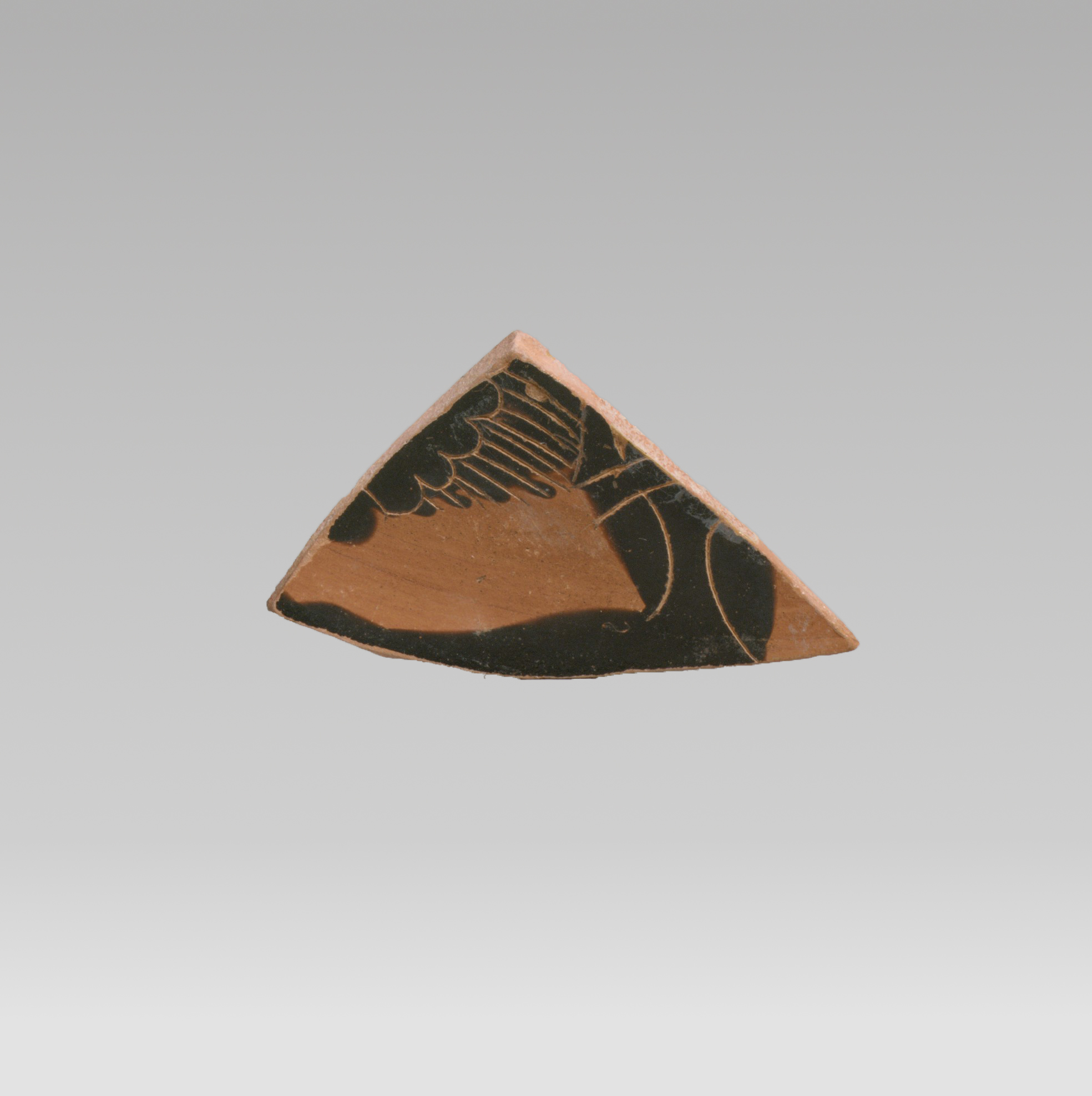
Fragment einer Schale des Geister-Malers aus dem dritten Viertel des sechsten Jahrhunderts v. Chr. mit Darstellung einer Amazonomachie; Metropolitan Museum of Art (54.12.2)

Der Geister-Maler ist ein mit einem Notnamen benannter attischer Vasenmaler des schwarzfigurigen Stils.
Der Geister-Maler (englisch Wraith Painter) bemalte neben Lekythen vor allem Droop-Schalen. Seine Arbeiten sind in die Zeit nach 540 v. Chr. anzusetzen. Auffällig sind seine qualitativ hochwertigen schwarzfigurigen Friese in der Henkelzone der Schalen. Er ist einer der wenigen Künstler dieser Stilrichtung, der nicht der Gruppe von Rhodos 12264 angehört. Seinen Notnamen erhielt er aufgrund seiner oftmals etwas substanzlos wirkenden Figuren. Er bemalte eine besondere Form der Kylix, bei der der übliche Schalenfuß durch für Kleinmeisterschalen übliche Füße ersetzt wurde. Diese Schalen bemalte er dann im Stile der Droop-Schalen. Bei den Lekythen bevorzugte er die sogenannte Sub-Deianeira-Form und Schulterlekythen. Dem Geister-Maler steht der Maler der Nikosia-Olpe nahe.